# Campeonato Mundial de Escalada
O Campeonato Mundial de Escalada é o principal campeonato de escalada. Ele é organizado bianualmente pela Federação Internacional de Escalada Esportiva.
O evento foi iniciado em 1991, e possui três modalidades: lead, bulder e velocidade.

## Campeonatos
| Ano  | Local      | Data(s)           | Disciplinas | Disciplinas | Disciplinas | Disciplinas | Disciplinas | Atletas | Nações | Website | Notas  |
| ---- | ---------- | ----------------- | ----------- | ----------- | ----------- | ----------- | ----------- | ------- | ------ | ------- | ------ |
| Ano  | Local      | Data(s)           | número      | lead        | velocidade  | boulder     | para        | Atletas | Nações | Website | Notas  |
| 1991 | Frankfurt  | 2 de Outubro      | 2           | •           | •           |             |             | 110     | 22     |         | [ 1 ]  |
| 1993 | Innsbruck  | 30 de Abril       | 2           | •           | •           |             |             | 127     | 23     | [ 2 ]   |        |
| 1995 | Geneva     | 6 de Maio         | 2           | •           | •           |             |             | 135     | 24     | [ 3 ]   |        |
| 1997 | Paris      | 1 de Fevereiro    | 2           | •           | •           |             |             | 153     | 26     | [ 4 ]   |        |
| 1999 | Birmingham | 3 de Dezembro     | 2           | •           | •           |             |             | 180     | 30     | [ 5 ]   |        |
| 2001 | Winterthur | 5-8 de Setembro   | 3           | •           | •           | •           |             | 198     | 25     | [ 6 ]   |        |
| 2003 | Chamonix   | 9-13 de Julho     | 3           | •           | •           | •           |             | 241     | 34     | [ 7 ]   |        |
| 2005 | Munich     | 1-5 de Julho      | 3           | •           | •           | •           |             | 318     | 51     | [ 8 ]   |        |
| 2007 | Avilés     | 17–23 de Setembro | 3           | •           | •           | •           |             | 302     | 50     | [ 9 ]   |        |
| 2009 | Xining     | 30 Junho-5 Julho  | 4           | •           | •           | •           | •           | 219     | 44     | [ 10 ]  |        |
| 2011 | Arco       | 15–24 de Julho    | 4           | •           | •           | •           | •           | 374     | 56     | [ 11 ]  |        |
| 2012 | Paris      | 12–16 de Setembro | 4           | •           | •           | •           | •           | 331     | 56     | [ 12 ]  |        |
| 2014 | Munich     | 21-23 de Agosto   | 1           |             |             | •           |             | 509     | 52     |         | [ 13 ] |
| 2014 | Gijón      | 8–14 de Setembro  | 3           | •           | •           |             | •           | 509     | 52     |         | [ 13 ] |
| 2016 | Paris      | 14–18 de Setembro | 4           | •           | •           | •           | •           | 500     | 53     |         | [ 14 ] |
| 2018 | Innsbruck  | 6-16 de Setembro  | 4           | •           | •           | •           | •           | 834     | 58     | [4]     | [ 14 ] |